# أرق مشابه
أرق مُشَابِه أو مَن مُشَابِه (الاسم العلمي: Aphis affinis)، حشرة من فصيلة المنية. وصف هذا النوع من قبل جياكومو ديل جويرسيو في عام 1911. وهو موجود في جنوب أوروبا والشرق الأوسط وشبه القارة الهندية. الأنواع المفترسة لأرق المشابه تشمل عدة أعضاء من الدعاسيق A. affinis Brumoides suturalis و Cheilomenes sexmaculata و Coccinella transversalis.